# Duitstalige Gemeenschapsverkiezingen 2004/Kandidatenlijst/Vivant
Dit is de kandidatenlijst van Vivant voor de Duitstalige Gemeenschapsraadverkiezingen van 2004. De verkozenen staan vetgedrukt.

## Effectieven
1. Ernst Meyer
2. Hannelore Nyssen-Piper
3. Josef Meyer
4. Edith Fortemps-Bourlet
5. Jean Van Ael
6. Sylvia Klöcker
7. Peter Nyssen
8. Melanie Comoth
9. Marcus Drosson
10. Diana Duyckaerts
11. Norbert Radermeker
12. Véronique Baumont
13. Pierre Rombach
14. Eliane Nys
15. Stephan Schirp
16. Rosa Keil
17. Peter Pflips
18. Marie-Thérèse Emontspool-Vossen
19. Hubert Schäfer
20. Aline Stoffels
21. Patrick Schmitz
22. Christel Meyer
23. Rudolf Pitz
24. Renée Van Ael-Meyer
25. Peter Hennen